# Kirin Beer
Die Kirin Beer K.K. (japanisch 麒麟麦酒株式会社 Kirin Bīru Kabushiki-gaisha, englisch Kirin Brewery Company, Limited) ist ein japanischer Brauereikonzern. Das Unternehmen ist eine 100-prozentige Tochter des Getränkeherstellers K.K. Kirin (Kabushiki-gaisha Kirin), diese wiederum der K.K. Kirin Holdings (Kabushiki-gaisha Kirin Holdings), die Teil der Mitsubishi-Gruppe ist.

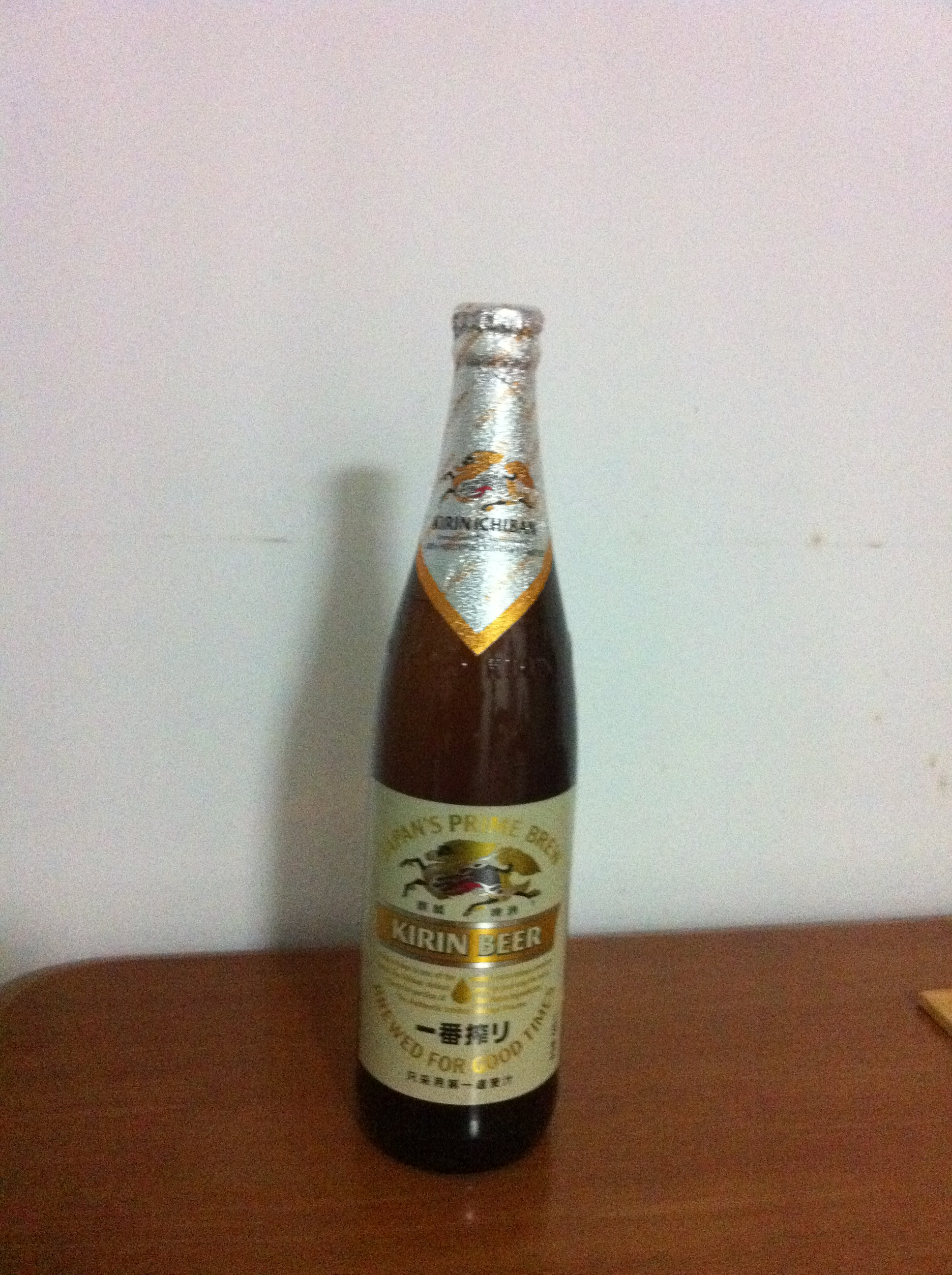
Eine Flasche Kirin-Bier

Lange Zeit war Kirin auf dem japanischen Biermarkt führend, wurde jedoch kurz nach der Jahrtausendwende von seinem Erzrivalen Asahi überholt. Dennoch verkauft Kirin auch heute noch zwei der beliebtesten Biere in Japan. Dies sind Kirin Lager, die älteste Biermarke des Landes, und Ichiban Shibori. Im Bereich der malzarmen Biere (発泡酒 happōshu), die höchstens einen Malzgehalt von 67 Prozent haben und (aus Steuergründen) einen wachsenden Markt darstellen, ist Kirin Tanrei Marktführer. Kirin übernimmt auch den Vertrieb einiger ausländischer Biere wie Budweiser und Heineken. Auch außerhalb Japans ist Kirin zu erwerben, die Firma ist durch strategische Allianzen und Tochterunternehmen in China, Taiwan, Australien, den Philippinen, Europa und den USA vertreten. Das Unternehmen hat einen Anteil von 46 Prozent an der australischen Brauerei Lion Nathan, die auch für den chinesischen Markt produziert und hält 15 Prozent der Anteile der führenden philippinischen Brauerei San Miguel Corporation. Kirins Kenntnisse über Fermentation, die aus der über hundertjährigen Erfahrung im Braugewerbe stammen, finden nun auch in anderen Bereichen Anwendung, unter anderem Genetik bei Pflanzen, Medikamenten und Biotechnologie.
Die Brauerei ist Veranstalter des Kirin Cups, eines jährlichen Fußballturniers.

## Geschichte

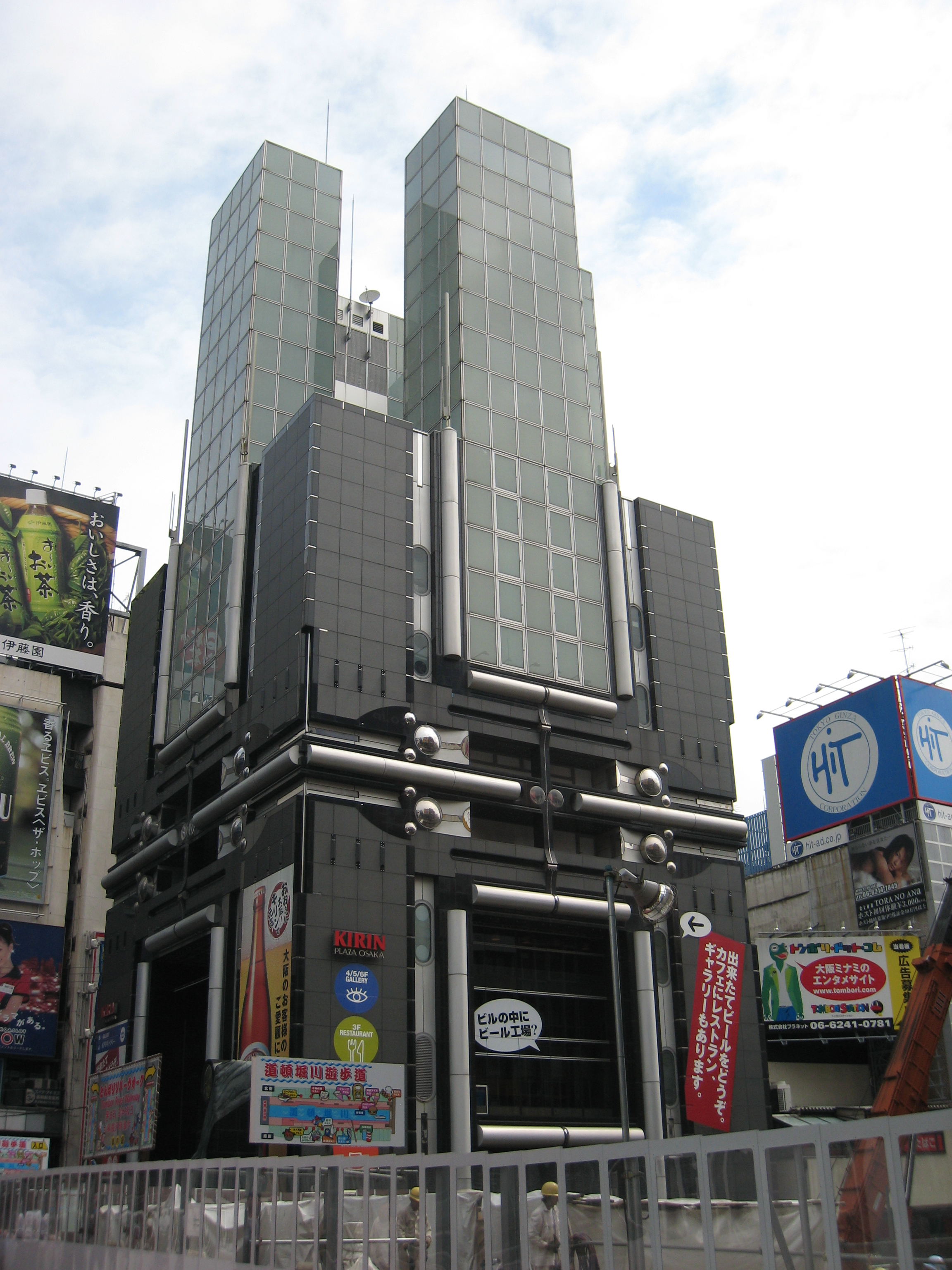
Kirin Plaza Osaka

Der Norweger Johan Martinius Thoresen (* 18. Mai 1834 in Aust-Agder), der als William Copeland amerikanischer Bürger geworden war, wanderte 1864 nach Yokohama aus und konnte japanischer Staatsbürger werden, da die Abschließung Japans vorüber war. Zunächst gründete er ein Fuhrunternehmen, später dann eine Molkerei, Copeland hatte jedoch nur mäßigen Erfolg. Im Jahr 1869 eröffnete Copeland schließlich die Spring Valley Brewery, die einzige nennenswerte Brauerei Japans, die zu dieser Zeit Bier nach europäischer Brauart braute. 1872 verließ er zur Brautsuche kurzzeitig das Land, doch starb seine Frau schon 1879. 1884 schloss Copeland die Brauerei und verließ Japan wieder, da er nach eigener Einschätzung nicht genügend Kapital hatte, um den Vertrieb auszudehnen. Er kehrte daraufhin wieder in die USA zurück.
Ein Jahr später eröffneten die britisch-englischen Unternehmer W.H. Talbot und E. Abbott mit der Hilfe des Schotten Thomas Blake Glover die Brauerei Copelands erneut. Unterstützt wurden sie von den japanischen Geschäftsleuten Yonosuke Iwasaki und Eiichi Shibusawa. Auch durch die gute finanzielle Grundlage wurde die neugegründete Japan Brewery Company, Ltd. bald zu einem profitablen Unternehmen. Seit 1888 verwendete das Unternehmen den Namen Kirin. Das japanisch-chinesische Fabeltier Kirin ist halb Pferd und halb Drache und gilt als Glückssymbol.
Insgesamt gab es zunächst viele Ausländer bei dem Unternehmen, vor allem US-Amerikaner und Engländer in Führungsposten und deutsche Techniker zur Beaufsichtigung der Brauprozesse. 1907 wurde Kirin unter dem heutigen Namen eine gänzlich japanische Firma, da sie von Mitsubishi erworben wurde und somit zur Keiretsu Mitsubishis gehörte. Bald darauf begann Kirin rasch zu expandieren und übernahm die Toyo Tozo Company, außerdem erbaute das Unternehmen eine weitere Brauerei in Amagasaki. Beim Kantō-Erdbeben wurden die Anlagen in Yokohama, auch die Hauptbrauerei, zerstört, jedoch schon wenig später wieder aufgebaut.
Während des Zweiten Weltkrieges stieg die Kontrolle des Staates über alle Brauereien, woraufhin der Absatz von Kirin-Bier drastisch sank. Dennoch begann Kirin in dieser Zeit damit, Forschungs- und Entwicklungseinrichtungen zu bauen und zu unterhalten, diesbezügliche Anstrengungen wurden auch nach dem Krieg fortgesetzt, vor allem da sich die Verkaufszahlen auch wieder verbesserten. 1954 wurde Kirin Marktführer Japans mit einem Marktanteil von 37,1 Prozent, jedoch vor allem dadurch, dass die US-amerikanischen Besatzer die Dai Nippon Brewery in zwei regionale Unternehmen aufteilten, nämlich die Asahi Beer, Ltd. und die Nippon Breweries, Ltd., sodass Kirin als letzte Brauerei im gesamten Staatsgebiet Japans vertreten war. Ende der 1950er Jahre war Bier nach europäischer Brauart sogar beliebter als Sake, dem traditionellen „Reiswein“ Japans (die Bezeichnung „Reiswein“ ist hier irreführend, da Reisweine eigentlich Biere sind), der zuvor das beliebteste Getränk war. In den 1960er und 1970er Jahren hatte Kirin-Bier sogar einen Marktanteil von etwa 60 Prozent, das Rekordhoch war im Jahre 1977, woraufhin Produktions- und Werbeeinschränkungen durchgeführt werden mussten, da eine eventuelle Einstufung als Kartell drohte.
Anfang der 1970er Jahre entschied das Management von Kirin, auch in andere Bereiche zu investieren. So wurde eine Partnerschaft mit der Joseph E. Seagram & Sons Inc. eingegangen, die Kirin-Seagram Ltd. produzierte in Japan Robert Brown scotch whisky. Neben Robert Brown wurden von der ersten Brauerei Japans, die eine Destillerie am Fuße des Fuji besitzt, auch die Whisky-Marken Crescent, Emblem und News hergestellt. Außerdem wurden nun auch alkoholfreie Getränke angeboten. Das US-Tochterunternehmen KW, Inc. (später bekannt als The Coca-Cola Bottling Company of Northern New England, Inc.) füllte Coca-Cola in Neuengland ab und verkaufte die Flaschen auch. In dieser Zeit wurden ebenfalls die ersten Medikamente durch Kirin auf den Markt gebracht.
Ab den späten 1980er Jahren begann Kirins Konkurrent Asahi mit der Produktion von Asahi Super Dry, welches rasch sehr beliebt wurde und 1996 das beliebteste Bier Japans, noch vor Kirin Lager, wurde, da Kirin nicht schnell genug auf Änderungen des Bierkonsumverhaltens reagierte. 1989 wurde das Bier Kirin Light eingeführt, 1990 Kirin Ichiban Shibori und 1998 das Happoshu (malzarme) Kirin Tanrei. 1993 gründeten Kirin und Anheuser-Busch Companies das Joint Venture Budweiser Japan Co. für den Vertrieb von Budweiser in Japan, welches 2000 durch Lizenzvereinbarungen ersetzt wurde. Im April 1998 erwarb Kirin eine Beteiligung von 45 Prozent an der australisch-neuseeländischen Brauerei Lion Nathan Limited. In diesem Jahr brachte Kirin auch seinen ersten Chuhai-Drink, Kirin Chu-hi Hyoketsu, (ähnlich einem Alkopop, mit Shōchū als alkoholische Komponente) auf den Markt.
Im Februar des Jahres 2001 verlor Kirin schließlich seine Vormachtstellung auf dem japanischen Biermarkt an Asahi. Das erste Niedrigpreis-Bier, das außerhalb Japans unter dem Namen Kirin vermarktet wurde, war das Kirin Bar Beer in Taiwan, das von Kirin und Lion Nathan vermarktet wurde. Kirins Tochterunternehmen Kirin Beverage Corporation, der französische Konzern Danone und die Mitsubishi Corporation gründeten im November 2002 das Joint Venture Kirin MC Danone Waters Co., Ltd. um ein starkes Mineralwasser-Unternehmen in Japan zu gründen.
2011 expandierte Kirin nach Südamerika und übernahm den zweitgrößten Getränkeproduzenten Brasiliens, Schincariol. Das Unternehmen wurde in Brasil Kirin umbenannt.

## Kirin-Ichiban-Bier
Bekanntestes Produkt der Gruppe ist das Kirin-Ichiban-Bier.
Wegen hoher Transportkosten verkaufte Kirin sein Bier anfangs zwar nicht im Ausland, doch wurde 1984 ein Abkommen mit der niederländischen Brauerei Heineken geschlossen, die Kirin für den niederländischen Markt produzieren durfte. Im Gegenzug produzierte Kirin Heineken-Bier für den japanischen Markt. In den USA gab es zunächst die Cherry Company Ltd. auf Hawaii, die eine hundertprozentige Tochter des Unternehmens war und den Vertrieb von Kirin übernahm, 1983 wurde dann die Kirin USA, Inc. mit Sitz in New York gegründet. Weitere Lizenzbrauereien sind z. B. Brasil Kirin, in Brasilien und die Bayerische Staatsbrauerei Weihenstephan in Deutschland.

Galerie – Kirin Beer
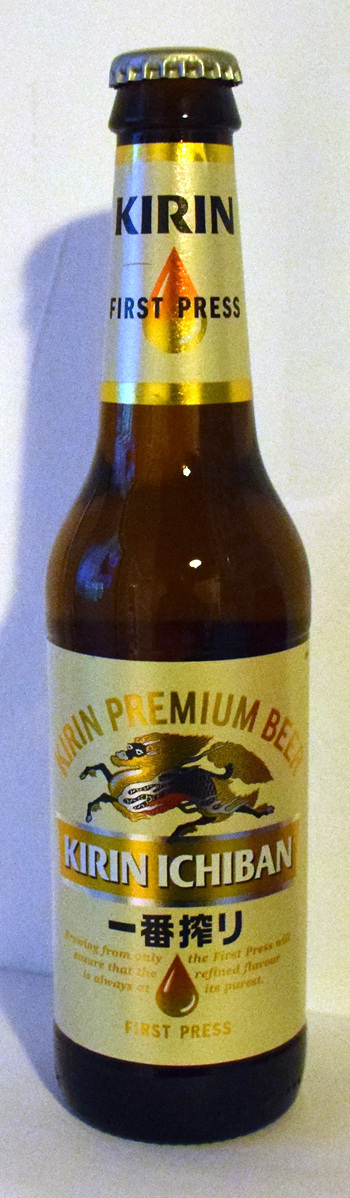
Kirin-Ichiban キリン一番搾り Kirin ichiban shibori
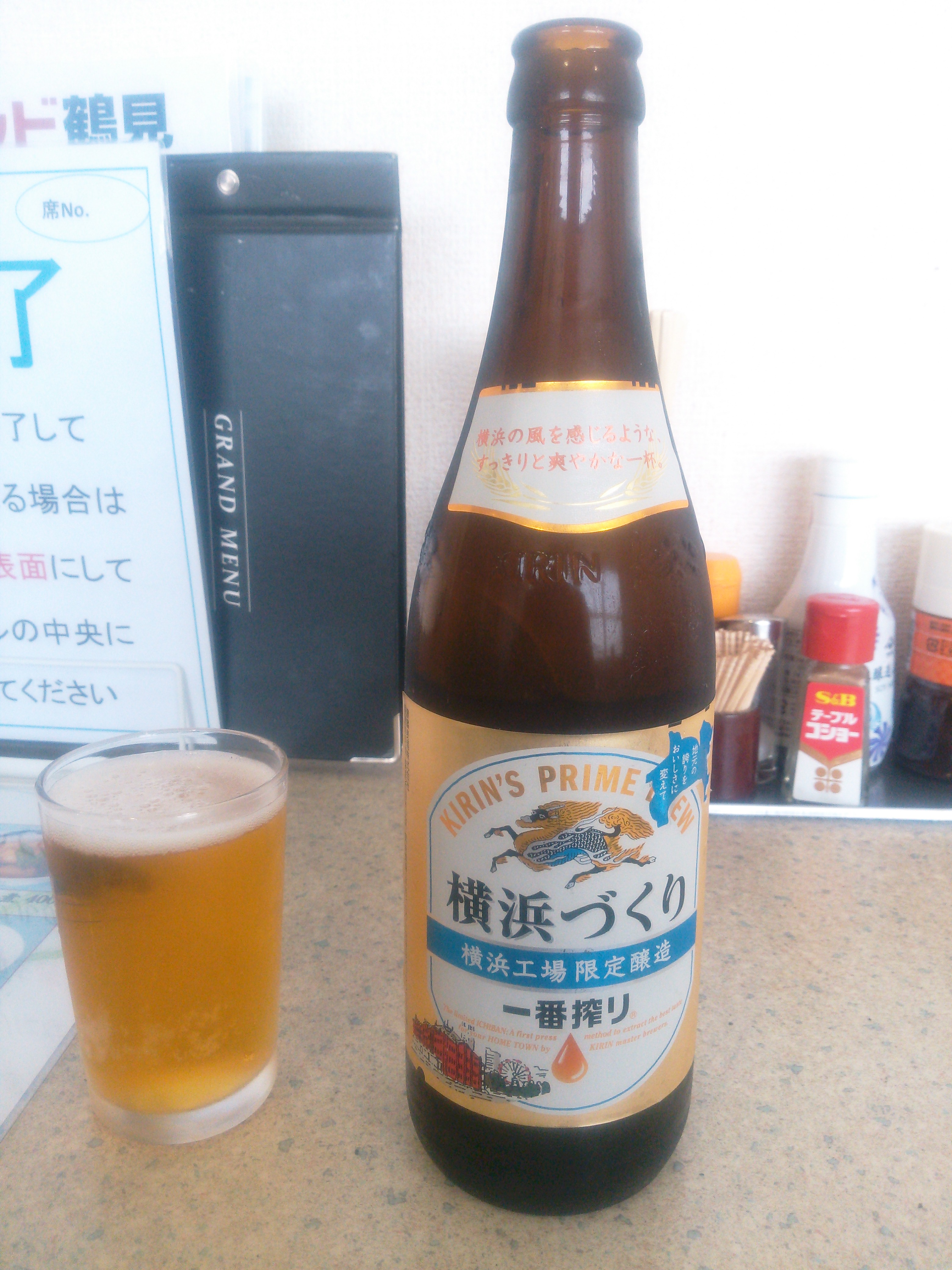
Kirin-Ichiban Yokohama キリン一番搾り横浜づ くり Kirin ichiban shibori Yokohama zukuri
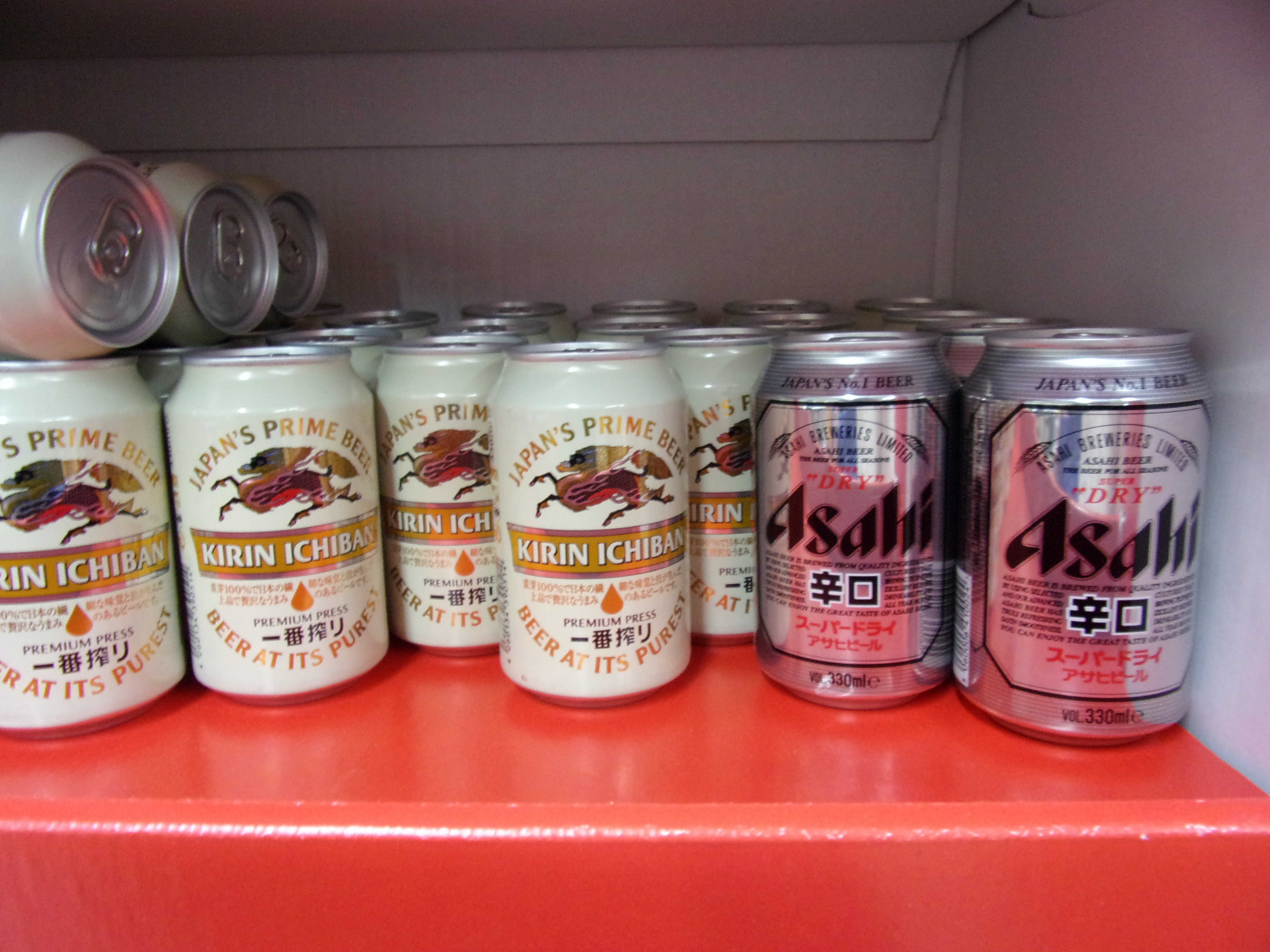
Kirin-Ichiban-Bierdosen (l.) キリン一番搾り缶ビール Kirin ichiban shibori kan bīru
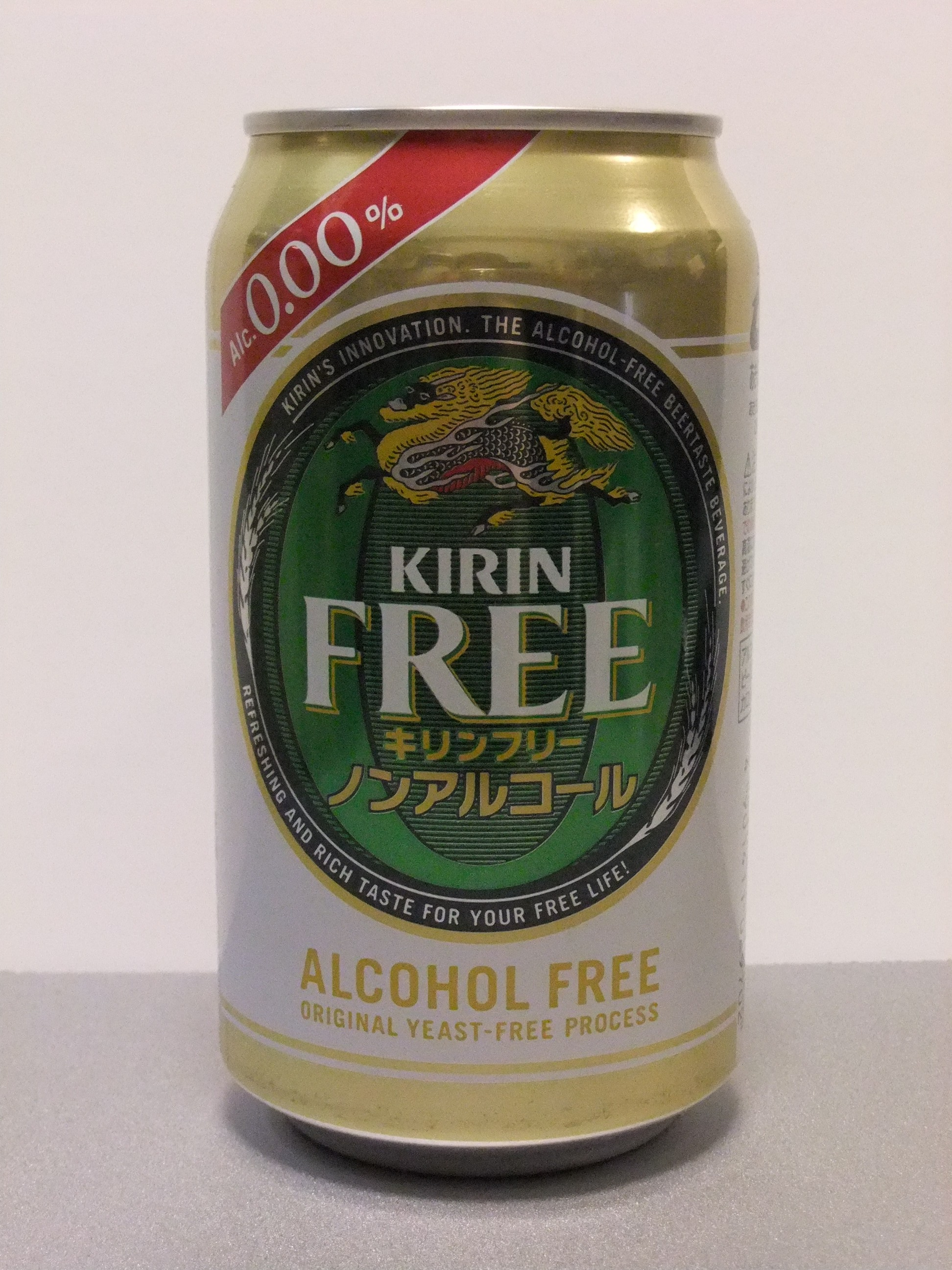
Kirin-Alkohofrei キリンフリー Kirin furī
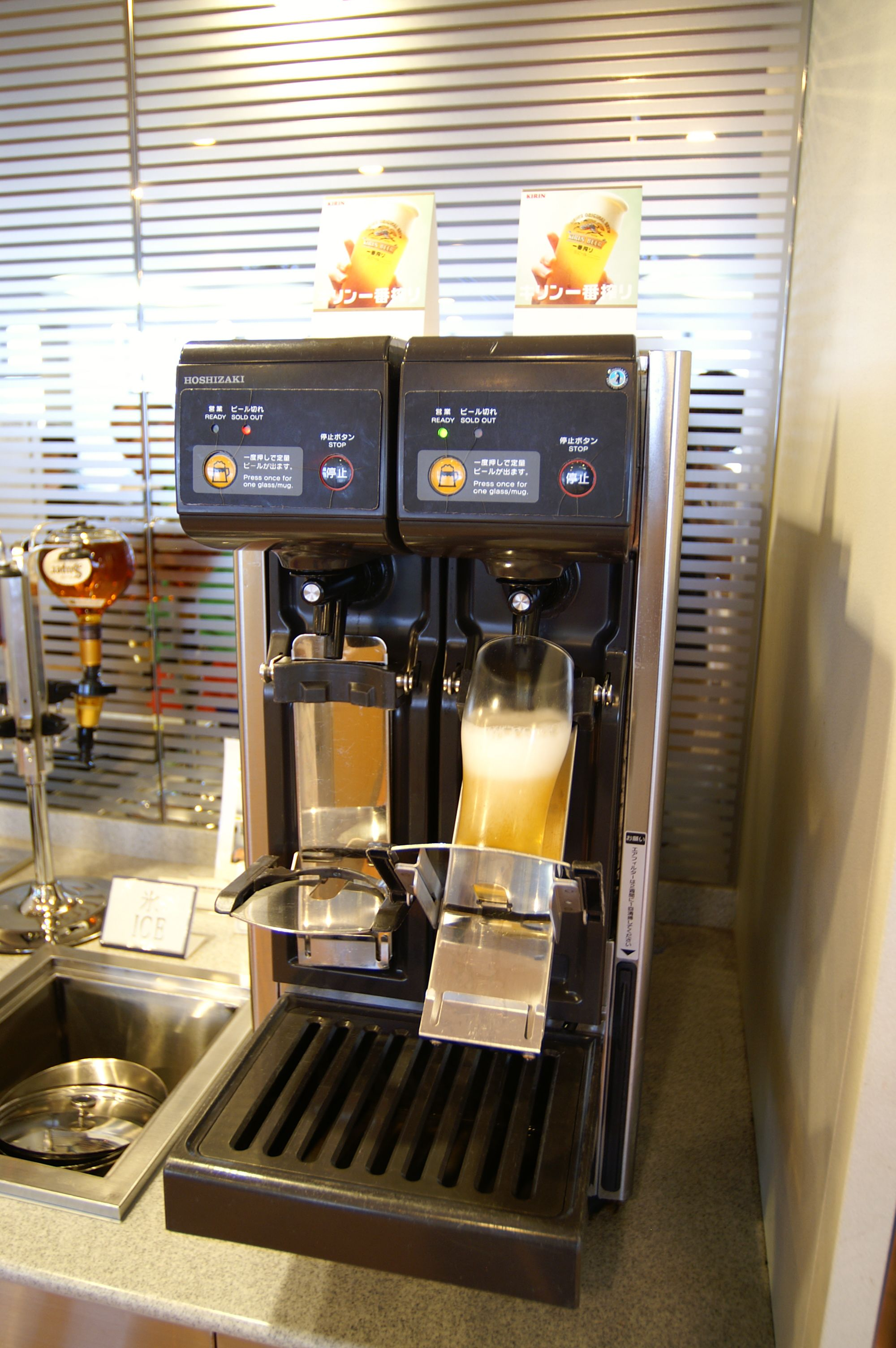
Bierautomat, Osaka Airport
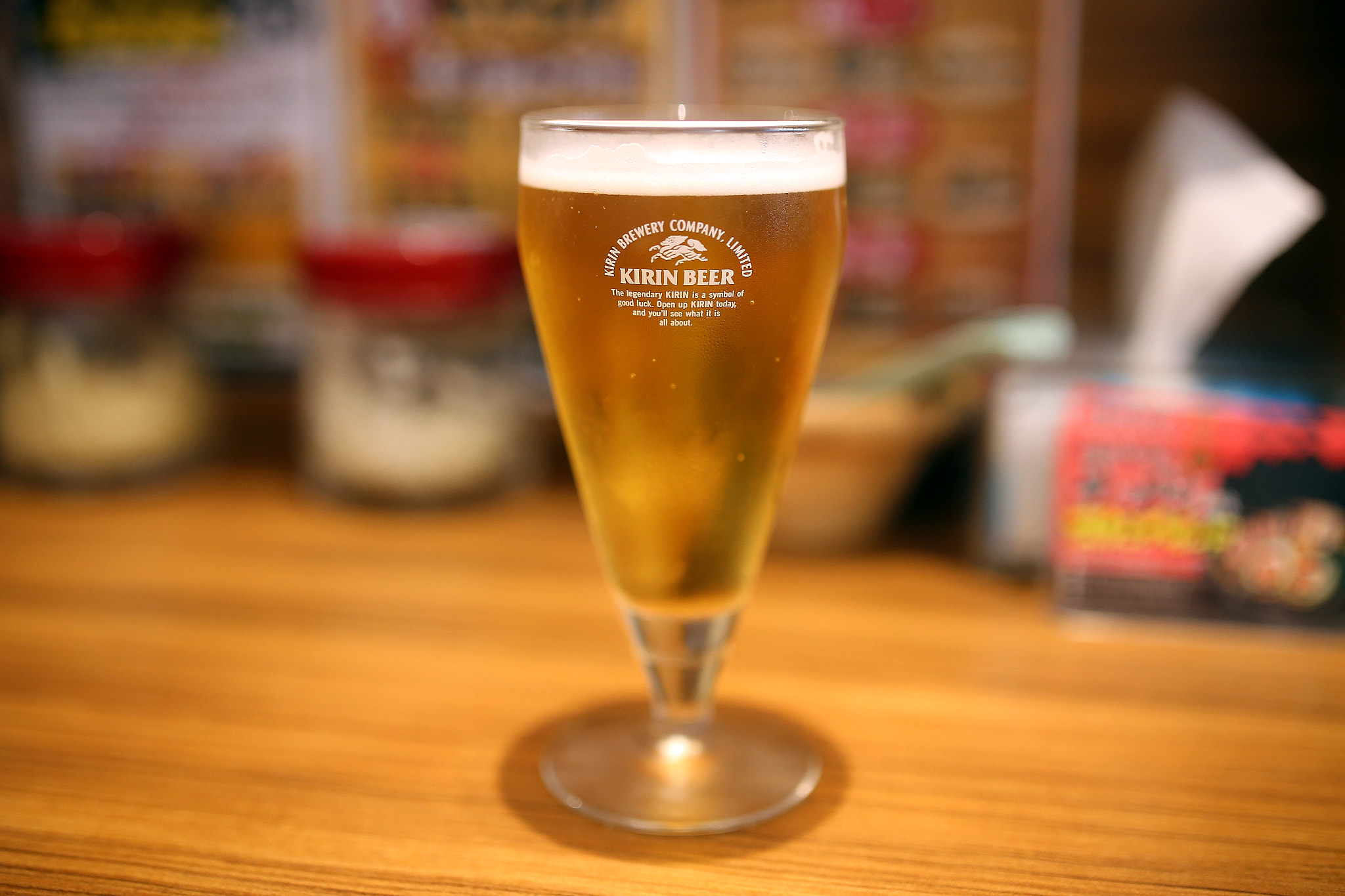
Kirin Bier, Shinjuku キリン一番搾り Kirin ichiban shibori